# Kim Yun-mo
Kim Yun-mo – północnokoreański zapaśnik walczący w stylu klasycznym. Brązowy medalista igrzysk azjatyckich w 2002 roku.